# Vila Jana Sixty
Vila Jana Sixty (též vila Jana Sixta) je vila z let 1908–1909 situovaná na Střelecké ulici v Hradci Králové. Na projektu vily se podíleli architekti Václav Rejchl st. a jeho syn Václav Rejchl ml.

## Historie
Stavebník, c. k. inženýr Jan Sixta, podal žádost o povolení ke stavbě rodinné vily v září 1908 a žádosti bylo vyhověno v říjnu téhož roku. Hrubá stavba vily byla hotova v prosinci 1908 (dle jiného zdroje započala stavba až v březnu 1909) a v srpnu 1909 byl dům zcela dokončen. V březnu 1909 stavebník požádal ještě o povolení vystavět na pozemku malý domek pro domovníka.
V současné době (2020) je vila nově opravena v původním duchu, fasáda ale byla zjednodušena (chybí secesní ornamenty, někde chybí dřevěné okenice).

## Architektura

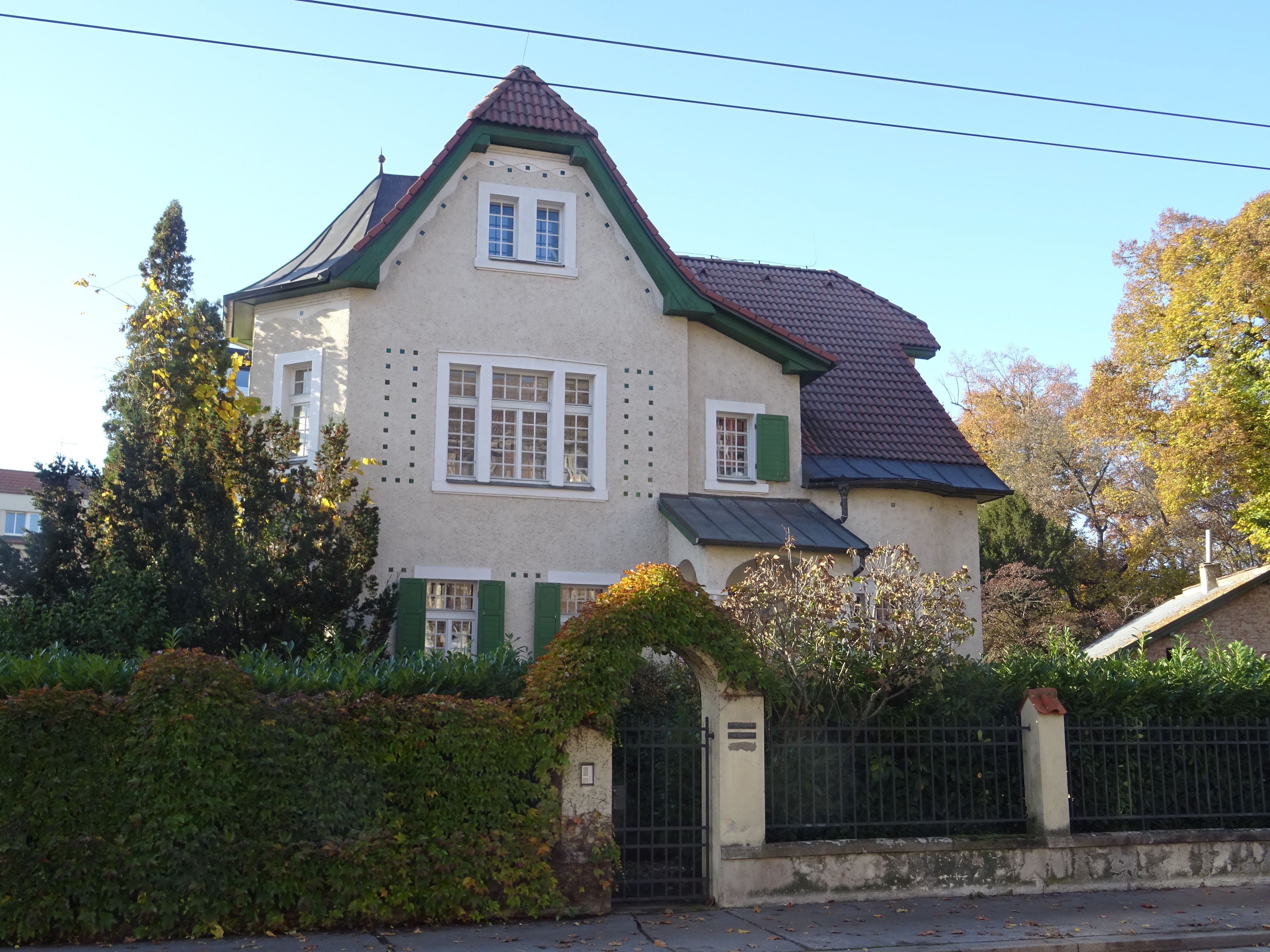

Vila byla navržena jako podsklepená, částečně přízemní a částečně jednopatrová (patro bylo navrženo jen nad předním traktem domu). V přízemí byla umístěna velká hala s dvouramenným schodištěm vedoucím do patra. Schodišťová hala byla jádrem domu a byla osvětlena trojdílným arkýřovým oknem. Z haly vedly dveře do salonu s trojstěnným arkýřem a dále do jídelny. Ze zadní části schodišťové haly vedly vstupy do provozních místností. Prvky jako obytná schodišťová hala nebo arkýřové okno (tzv. bay window) odkazují na inspiraci z Velké Británie. V patře se pak nacházely dvě velké ložnice (jedna zvětšená o prostor arkýře) a dvě další místnosti, pravděpodobně šatna a koupelna.
Fasáda byla navržena s využitím secesního rostlinného ornamentu, zejména v partiích kolem oken. Výrazným dekorativním prvkem byly také okenice. Velkoryse je navržen vstup do domu, který se otevírá třemi oblouky, podpíranými dvěma antickými sloupy a dvěma polosloupy. Fasáda bez členění (římsy, lizény), použití keramických prvků na výzdobu, vysoký štít a střecha a tmavé okenice ukazují na tehdejší nejmodernější vlivy vilové výstavby. Václav Rejchl ml. byl během návrhu Sixtovy vily obeznámen s vlastní vilou Jana Kotěry a vilou Jana Náhlovského od Dušana Jurkoviče, z nichž pravděpodobně čerpal inspiraci jak pro exteriér, tak pro vnitřní dispozici vily.